# پراتیهاراس مانداویاپورا
پراتیهاراس مانداویاپورا (انگلیسی: Pratiharas of Mandavyapura)، سلسله‌ای بودند که بین قرن ششم و نهم بر بخش‌هایی از راجستان کنونی حکومت می‌کردند. آنها ابتدا پایتخت خود را در Mandavyapura (مدرن Mandore) تأسیس کردند و بعداً از Medantaka (امروزه مرتا سیتی) حکومت کردند.